# 楊宗翰 (學者)
楊宗翰（1976年10月13日—），台灣文學研究學者、詩人、評論家，曾任淡江大學中文系副教授，現任國立台北教育大學語文與創作學系副教授。 、《台灣詩學學刊》主編、中華民國筆會秘書長。曾任植物園詩社創社社長、文訊雜誌社暨紀州庵文學森林企畫總監、臺北市政府文化局「臺北文學獎暨臺北文學季」計畫協同主持人、國藝會「小說引力：華文國際互聯平台」計畫協同主持人、中央廣播電台「聽！詩的小宇宙」節目主持人，教育廣播電台「文學河畔：深藏一首愛情詩」與「文學河畔：寫給青春的詩篇」節目主講人等。2022年出版與孟樊合著之《台灣新詩史》，為繼張雙英《二十世紀台灣新詩史》、鄭慧如《台灣現代詩史》後，由台灣人撰寫之第三部新詩史。

## 作品

### 個人專書
- 《顯於文》（台北：華品文創，2025）。
- 《隱於詩》（台北：聯合文學，2023）。
- 《有疑：對話當代文學心靈》（台北：五南，2023）。
- 《破格：台灣現代詩評論集》（台北：五南，2020）。
- 《逆音：現代詩人作品析論》（台北：新學林，2019）。
- 《異語：現代詩與文學史論》（台北：秀威經典，2017）。
- 《台灣新詩評論：歷史與轉型》（台北：新銳文創，2012）。
- 《台灣現代詩史：批判的閱讀》（台北：巨流，2002）。
- 《台灣文學的當代視野》（台北：文津，2002）。

### 主編
- 《閱讀孟樊：在文學原野上奔馳的白袍騎士》（新北：小雅文創，2024）。
- 《穿越時光見到你：36場歷史縫隙的世代對話》（台北：文訊雜誌社，2023）。
- 《話說文學編輯》（台北：秀威，2022）。
- 《大編時代：文學、出版與編輯論》（台北：秀威，2020）。
- 《交會的風雷：兩岸四地當代詩學論集》（台北：允晨，2018）。
- 《淡江詩派的誕生》（台北：允晨，2017）。
- 《血仍未凝：尹玲文學論集》（台北：釀出版，2016）。
- 《台灣文學史的省思》（北縣：富春，2002）。
- 《文學經典與台灣文學》（北縣：富春，2002）。

### 合編
- 《台灣一九七○世代詩人詩選集》（與陳皓合編，新北：景深空間設計，2018）。
- 《輕裝詩集》（辛鬱遺作，與封德屏合編，台北：斑馬線文庫，2018）。
- 《與歷史競走：臺灣詩學季刊社25週年資料彙編》（與方群合編，台北：秀威經典，2017）。
- 《閱讀向陽》（與黎活仁、白靈合編，台北：秀威資訊，2013）。
- 《閱讀楊逵》（與黎活仁、林金龍合編，台北：秀威資訊，2013）。
- 《閱讀白靈》（與黎活仁、楊慧思合編，台北：秀威資訊，2012）。
- 《逾越：台灣跨界詩歌選》（與徐學合編，福州：海風，2012）。
- 《跨國界詩想：世華新詩評析》（與楊松年合編，台北：唐山，2003）。

### 策畫書系
- 「世紀典藏•賈平凹」（台北：華品文創，2025）。
- 「台灣七年級文學金典」（台北：釀出版，2011）。
- 「馬華文學獎大系」（台北：秀威資訊，2011）。
- 「台灣七年級文學金典」（台北：釀出版，2011）。
- 「馬森文集」（台北：秀威資訊，2010）。
- 「菲律賓•華文風」（台北：秀威資訊，2009）。
- 「林燿德佚文選」（北縣：華文網，2001）。

### 合著
- 《台灣新詩史》（與孟樊合著，新北：聯經出版，2022）。
- 《理想的讀本：國文4》（與向鴻全、江江明、何淑貞、李玲珠、林淑貞、張麗珠、陳惠齡、彭鏡禧、黃雅莉、羅智成、蘇珊玉合著，台北：一爐香文化，2021）。
- 《理想的讀本：國文3》（與王琅、向鴻全、江江明、何淑貞、李建崑、李玲珠、李癸雲、林淑貞、徐國能、張麗珠、陳惠齡、黃雅莉、鍾玲、羅智成、蘇珊玉合著，台北：一爐香文化，2020）。
- 《中國語文能力表達（第四版）》（與曾昱夫、林黛嫚、侯如綺、普義南、羅雅純、許維萍、殷善培、陳大道合著，台北：五南，2020）。
- 《理想的讀本：國文2》（與何淑貞、江江明、李玲珠、李癸雲、林淑貞、徐國能、唐毓麗、張麗珠、蘇珊玉、羅智成合著，台北：一爐香文化，2020）。